# Berlin Plänterwald
Berlin Plänterwald – przystanek kolejowy w Berlinie, w Niemczech. Przystanek posiada 1 peron.